# Noyarey
Noyarey ist eine französische Gemeinde mit 2.321 Einwohnern (Stand: 1. Januar 2022) im Département Isère in der Region Auvergne-Rhône-Alpes. Sie gehört zum Kanton Fontaine-Vercors und zum Arrondissement Grenoble. Die Einwohner werden Nucérétain(e)s genannt.

## Geographie
Noyarey liegt etwa elf Kilometer nordwestlich von Grenoble an der Isère. Umgeben wird Noyarey von den Nachbargemeinden Veurey-Voroize im Norden und Nordwesten, Voreppe im Nordosten, Fontanil-Cornillon im Osten, Saint-Égrève im Südosten, Sassenage im Süden und Südosten, Engins im Süden sowie Autrans im Südwesten.
Teile des Gemeindegebietes gehören zum Regionalen Naturpark Vercors.

## Bevölkerungsentwicklung
| Jahr                       | 1962 | 1968 | 1975 | 1982 | 1990 | 1999 | 2006 | 2018 |
| -------------------------- | ---- | ---- | ---- | ---- | ---- | ---- | ---- | ---- |
| Einwohner                  | 828  | 1064 | 1187 | 1561 | 1950 | 2104 | 2069 | 2216 |
| Quellen: Cassini und INSEE |      |      |      |      |      |      |      |      |

## Sehenswürdigkeiten
- Kirche Saint-Paul aus dem 11. Jahrhundert
- Brunnen von Noyarey
- Gouffre des Elfes
- Isère-Sperrwerk

## Gemeindepartnerschaft
Mit der italienischen Gemeinde Merone in der Provinz Como (Lombardei) besteht seit 2004 eine Partnerschaft.